# Die Republik des Südkreuzes
Die Republik des Südkreuzes. Ein Artikel aus der Sondernummer des Nordeuropäischen Abendboten (russisch Республика Южного Креста, Respublika Juschnogo Kresta) des russischen Symbolisten Waleri Jakowlewitsch Brjussow ist eine erstmals im Januar 1905 in der Zeitschrift Wesy im Moskauer Skorpion-Verlag erschienene dystopische Novelle.

## Inhalt
Brjussows Erzählung ist eine utopische Darstellung einer hochmodernen Wohlfahrtsdiktatur in der Antarktis, die aufgrund ihrer ungeheueren Stahlvorkommen und des – als äußerst positiv dargestellten – politischen Systems zu hohem Reichtum und internationalem Ansehen gebracht hat. Brjussow beschreibt das Geschehen aus einer Gegenwart heraus, in der die eigentliche Handlung schon vergangen ist, und präsentiert diese in Form eines Zeitungsartikels, einer Sonderausgabe (special’noe izdanie), des Nordeuropäischen Abendblattes (Severoevropejskaja večernaja gazeta), welches das Schicksal der Republik, insbesondere das ihrer Hauptstadt, rekonstruiert.
Die am Südpol gelegene Republik zählt 50.000.000 Einwohner, derer 2.500.000 in der Hauptstadt leben. Die Sternenstadt (Zvezdnyj gorod) stellt eine überdimensionierte zeltartige Architektur mit künstlicher Beleuchtung und Klimaregulation dar. Das faschistoide, pseudosozialistische Regime bietet den Arbeitern, die 60 Prozent der Einwohner zählen, ein scheinbar sorgenfreies Leben, wenn diese sich unter das Subordinationsverhältnis im System stellen.
Die Republik wird jedoch von einer psychischen Erkrankung heimgesucht, die sich bis hin zu einer Epidemie verbreitet und fast die gesamte Bevölkerung erfasst. Diese von Brjussow als „Mania contradicens“ bezeichnete Störung versetzt die Infizierten in einen Zustand des permanenten Widerspruchs, welcher zum Wahnsinn führt und in einem latenten Stadium endet. In Folge dieser Epidemie kommt es zu chaotischen Zuständen in der Sternenstadt, bis diese in eine Massenflucht münden. Die Intellektuellen, die Kaufleute, die Künstler und selbst die Regierung verlassen die Stadt. Ein Mann namens „Horace Divile“ ergreift in dieser Krisensituation die Initiative und versucht, in dem undurchsichtigen Chaos für Ruhe und Ordnung zu sorgen. Doch die Unordnung und die Angst vor der eigenen Erkrankung lässt die Bürger in ein endzeitliches Delirium versinken und die meisten Menschen geben sich dem völligen sittlichen Verfall hin, der in sexuellen Orgien, Raub, Mord und sogar Kannibalismus ausartet. Alle Rettungsversuche Diviles scheitern, bis auch schließlich er mit seinen letzten Anhängern von den Befallenen in dem Gebäude des Rathauses, dem letzten Asyl für die Gesunden, überrannt wird.
Die wenigen Überlebenden, welche „nicht bei Bewusstsein“ waren und „den wilden Tieren glichen“, werden später von bewaffneten Kolonnen der Regierung mit Gewalt eingefangen. Der Zeitungsbericht endet mit einer Schilderung der Verhältnisse in der gesamten Republik und den Reaktionen im Ausland. Der Authentizität einer seriösen Zeitung entsprechend, lässt Brjussow den Autor des Abendblattes eine regelmäßige Berichterstattung über die aktuellen Verhältnisse beim Wiederaufbau der Sternenstadt und der Republik des Südkreuzes versprechen.

## Ausgaben
- Республика Южного Креста. Статья в специальном № «Северо-Европейского Вечернего вестника». In: Wesy. Knigoizdatestwo Skorpion, Moskva 1905, Nr. 12, ungezählte S. 25–46. In kyrillischer Schrift. ZDB-ID 339139-5, elektronische Ausgabe ZDB-ID 2593938-5.
  - Anmerkung: Aufgrund von Druckschwierigkeiten im Dezember 1905 konnte die Ausgabe nicht rechtzeitig gedruckt werden. Daher erhielten die Subskribenten des Jahrganges 1905 das Heft als Nr. 12 des Jahrganges 1905, die Subskribenten des Jahrganges 1906 dieses als Nr. 1, 1906, woraus sich die unterschiedlichen Erscheinungsjahre 1905 und 1906 ergeben. Beide Ausgaben sind inhaltlich identisch und wurden Januar 1906 ausgeliefert.

deutsch
- Valerius Brjussoff: Die Republik des Südkreuzes. Novellen. Übertragung von Hans von Guenther. Zeichnungen von Otto zu Gutenegg. München: Weber 1908.
- Valerij Brjussow: Die Republik des Südkreuzes. Deutsch von Johannes von Guenther. Hamburg/München: Ellermann  1964.
- Valeri Brjussow: Die Republik des Südkreuzes. Erzählungen und ein Drama (= Phantastische Bibliothek. Bd. 270). Aus dem Russischen von Margit Bräuer. Mit einem Nachwort von Klaus Städtke. Frankfurt: Suhrkamp 1990. ISBN 3-518-38314-0.